# The Revenue Man and the Girl
The Revenue Man and the Girl è un cortometraggio muto del 1911 diretto da D.W. Griffith.

## Trama
Una ragazza accarezza dolcemente una colomba quando il padre, un produttore clandestino di liquore, le dice di portare alcune bottiglie al distillatore. Durante il tragitto, incontra un giovanotto,  noto come "The Revenue Man", che lavora per il governo contro il contrabbando di alcolici. Tra i due scatta subito un'attrazione reciproca ma la loro relazione è destinata a complicarsi poiché egli è incaricato di arrestare i contrabbandieri di alcol, tra cui anche il padre di Dorothy. Dopo una serie di arresti compiuti dal Revenue Man, gli abitanti del villaggio, che dipendono dal commercio di alcol, si ribellano e, unitisi, iniziano a dargli la caccia. A guidarli è il padre della ragazza che, durante uno scontro a fuoco con altri uomini del governo, viene ucciso. Il dolore per la perdita del padre infiamma lo spirito selvaggio della giovane che, dopo il funerale del padre, si unisce alla caccia per trovare e uccidere colui che lei ritiene responsabile, benché incolpevole, della morte del padre, cioè l'uomo che aveva incontrato poco prima. Poco dopo, il giovane, esausto, si riposa lungo un ruscello quando la ragazza lo raggiunge, pronta a sparagli per vendicarsi. Tuttavia, ella esita quando nota che l'agente governativo si prende cura della sua colomba. Colpita dalla tenerezza del giovane, decide di risparmiargli la vita ed, anzi, lo nasconde nella propria casa per proteggerlo dagli inseguitori. Alla fine, la ragazza sceglie di lasciare i monti e le sue radici per una nuova vita insieme a lui.

## Produzione
Il film fu prodotto dalla Biograph Company. Venne girato nello stato di New York, a Cuddebackville.

## Distribuzione
Distribuito dalla General Film Company, il film - un cortometraggio di una bobina - uscì nelle sale cinematografiche statunitensi il 25 settembre 1911.